# Audre
Audre is een geslacht van vlinders van de familie prachtvlinders (Riodinidae), uit de onderfamilie Riodininae.

## Soorten
- A. albimaculata (Lathy, 1932)
- A. albinus (Felder & Felder, 1861)
- A. albofasciata (Godman, 1903)
- A. almironensis (Schweizer & Kay, 1941)
- A. arenarum (Schneider, 1937)
- A. aurinia (Hewitson, 1863)
- A. campestris (Bates, 1868)
- A. catamarquense Hayward, 1967
- A. cinericia (Stichel, 1910)
- A. cisandina (Seitz, 1917)
- A. colchis (Felder, 1865)
- A. chilensis (Felder, 1865)
- A. domina (Bates, 1864)
- A. drucei (Giacomelli, 1914)
- A. epulus (Cramer, 1775)
- A. erostratus (Westwood, 1851)

- A. erycina (Schweizer & Kay, 1941)
- A. guttata (Stichel, 1910)
- A. hippodice (Godman, 1903)
- A. hubrichi (Stichel, 1926)
- A. ina (Schweizer & Kay, 1941)
- A. mesopotamica Hayward, 1967
- A. middletoni (Sharpe, 1890)
- A. montana (Schneider, 1937)
- A. notialis (Stichel, 1910)
- A. ochracea (Mengel, 1902)
- A. pasquita (Stichel, 1916)
- A. phyciodes (Hayward, 1949)
- A. precaria (Schweizer & Kay, 1941)
- A. susanae (Orfila, 1953)
- A. theodora (Godman, 1903)
- A. zachaeus (Fabricius, 1793)